# Coenonympha andalusica
Coenonympha andalusica är en fjärilsart som beskrevs av Ribbe 1906. Coenonympha andalusica ingår i släktet Coenonympha och familjen praktfjärilar. Inga underarter finns listade i Catalogue of Life.